# Radio Radicale
Radio Radicale è un'emittente radiofonica, di proprietà dell'Associazione Politica Lista Marco Pannella, direttamente legata al Partito Radicale, con sede a Roma e copertura nazionale, riconosciuta dal Governo italiano come "impresa radiofonica che svolge attività di informazione di interesse generale". È stata la prima radio italiana a occuparsi esclusivamente di politica.

## Storia
(Massimo Bordin, direttore di Radio Radicale)
Radio Radicale nacque tra la fine del 1975 e l'inizio del 1976 per iniziativa di un gruppo di militanti radicali prima a Roma  presso un appartamento di 60 m² situato in via di Villa Pamphili, nel quartiere Gianicolense di Roma, e successivamente a Torino in via Garibaldi al numero 13.
Come le radio libere che andavano nascendo in quegli anni a seguito della sentenza n. 202 della Corte costituzionale che liberalizzava le trasmissioni radiotelevisive via etere, anche Radio Radicale fu caratterizzata dall'afflato libertario, dall'improvvisazione, dall'utilizzo di attrezzature di fortuna e dalla ricerca di bassi costi di produzione, ma fin dall'inizio si distinse dalle altre emittenti per la sua particolare filosofia editoriale. Radio Radicale rifiutò infatti il termine “controinformazione” assai di moda in quegli anni, per dimostrare come concretamente potesse essere realizzato un servizio pubblico di informazione, alternativo a quello sostanzialmente monopolista svolto dalla RAI. Nell'intenzione dell'editore la scelta della denominazione “Radicale” che la radio assunse era da riferirsi non tanto alla funzione di organo di quel partito, quanto piuttosto a una linea di politica editoriale che come tutti oggi riconoscono, è sempre stata in grado di garantire imparzialità, professionalità e innovazione, divenendo un modello di servizio pubblico radiofonico.
Accanto all'informazione sulle iniziative radicali, dunque, Radio Radicale diede vita a una programmazione incentrata sulla pubblicizzazione dei momenti centrali della vita istituzionale e politica italiana, fino ad allora alla portata di una ristrettissima élite: fin dall'inizio, le dirette dal Parlamento, dai congressi dei partiti e dai tribunali avrebbero costituito il segno distintivo dell'emittente, rendendola di fatto una struttura privata efficacemente impegnata nello svolgimento di un servizio pubblico.
Radio Radicale introdusse in Italia un modello di informazione politica totalmente innovativo, garantendo l'integralità degli eventi istituzionali e politici trasmessi: nessun taglio, nessuna mediazione giornalistica e nessuna selezione, al fine di permettere agli ascoltatori di “conoscere per deliberare”, come ancora oggi scandisce la frase di Luigi Einaudi sul sito internet dell'emittente www.RadioRadicale.it.

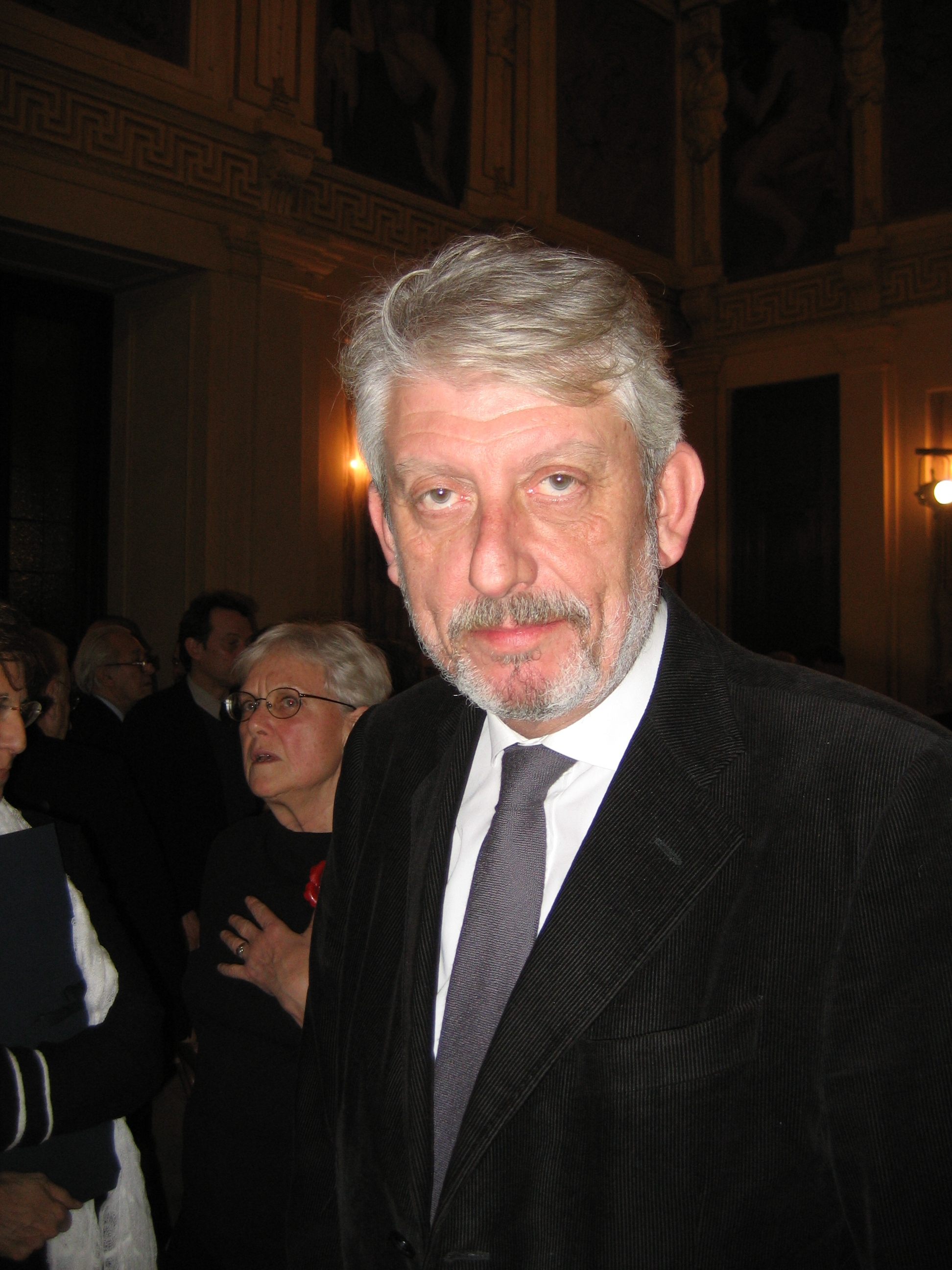
L'ex direttore Massimo Bordin

Radio Radicale ha introdotto importanti innovazioni nel panorama informativo italiano: la rassegna stampa dei giornali, i “filidiretti” con gli ospiti politici, i programmi di interviste per strada e le trasmissioni per le comunità immigrate in Italia.
Nell'estate del 1986, quando l'emittente rischiò la chiusura definitiva per mancanza di finanziamenti, i suoi centralini registrarono le migliaia di telefonate che, mandate in onda senza filtri, diedero origine all'iniziativa di Radio Parolaccia, uno spazio in cui gli ascoltatori potevano esternare le proprie opinioni sugli argomenti più vari: emerse un volto dell'Italia fino ad allora sconosciuto a tutti i mezzi di informazione. La famosa non-stop fu interrotta dopo un mese per ordine della magistratura. Il 14 agosto il sostituto procuratore Pietro Saviotti firmò un decreto di sequestro delle segreterie telefoniche perché durante le telefonate gli ascoltatori avrebbero commesso delitti come vilipendio delle istituzioni e apologia del fascismo. Dopo due mesi «il Parlamento fu spinto a intervenire per salvare l'emittente, estendendo alle radio il finanziamento pubblico all'editoria di partito, e costringendo Radio Radicale a divenire organo di partito (fino ad allora non lo era) per poter sopravvivere, invece di assegnare alla radio un contributo per il servizio pubblico svolto». L'iniziativa delle telefonate libere fu replicata nel 1991 e nel 1993, quando sempre per salvarsi da una possibile chiusura fu riattivata la segreteria telefonica.
Per prima, infine, Radio Radicale ha dato vita a un sito internet di informazione basato esclusivamente su contenuti audiovisivi, ampliando non solo la fruibilità delle trasmissioni fino a quel momento solo radiofoniche, ma aprendo a tutti gli utenti della rete il più grande archivio della democrazia italiana, che a oggi conta più di 250.000 registrazioni audiovideo, tra cui oltre 19.000 sedute dal parlamento, 6.700 processi giudiziari, 19.300 interviste e 4.400 convegni.
Secondi i dati Eurisko, Radio Radicale ha di media più di 300.000 ascoltatori nel giorno medio e 1.470.000 a settimana.
«Il successo di Radio Radicale - ha affermato in più occasioni Marco Pannella - è che è radio di partito, di un partito laico e libertario, di una laicità e un laicismo vissuti in accordo con la democrazia, mentre in Italia tutta la comunicazione è al di fuori della regola democratica».
Nel dicembre 2008 Radio Radicale ha ricevuto da Italia Oggi il premio come "miglior emittente radiofonica specializzata".

## Dati societari
Il Centro di Produzione SpA è la società editrice dell'emittente nazionale di informazione Radio Radicale, del suo archivio storico audiovisivo e del sito Internet multimediale www.RadioRadicale.it. La società ha sede a Roma, in Via Principe Amedeo, 2

### Soci
- Associazione politica nazionale Lista Marco Pannella: 62,68%;
- Lillo Spa: 25,00%;
- Cecilia Maria Angioletti: 6,17%;
- Centro di Produzione Spa: 6,15%.

## Politica editoriale
La politica editoriale di Radio Radicale si è da sempre basata sulla pubblicità delle istituzioni e sulla loro reale accessibilità ai cittadini, introducendo in Italia un modello di informazione politica caratterizzato da due regole fondamentali: la trasmissione integrale degli eventi politici e, conseguentemente, l'eliminazione della mediazione giornalistica. Proprio in virtù di questa scelta la redazione, che pure è andata crescendo di dimensioni nel corso del tempo, è rimasta piuttosto snella (circa 15 persone tra redattori e collaboratori).
Il palinsesto ruota intorno ai lavori del Parlamento, giacché la radio è obbligata dalla convenzione con il Ministero delle comunicazioni a trasmettere nel corso dell'anno almeno il 60% delle sedute delle due Camere nella fascia oraria che va dalle 8 alle 20. Nel tempo residuo, Radio Radicale tenta di documentare anche l'attività di altre istituzioni (Consigli comunali, Corte dei Conti, Consiglio Superiore della Magistratura, Parlamento europeo), così come i congressi, i festival e le maggiori assemblee di tutti i partiti politici, i convegni organizzati dalle maggiori associazioni del mondo del lavoro e dell'impresa, manifestazioni o conferenze stampa di particolare interesse, dibattiti e presentazioni di libri.
Tra gli appuntamenti fissi nel palinsesto il più noto è certamente la rassegna stampa dei quotidiani “Stampa e Regime”, il primo programma a offrire una lettura dei giornali con un'angolatura "critica" delle loro scelte rispetto a quel che accade nel mondo e tale da fornire una panoramica più completa possibile sugli avvenimenti del giorno, i protagonisti del dibattito politico e il confronto tra le opinioni. L'appuntamento con la rassegna stampa è divenuto nel tempo fonte autorevole di informazione anche per il mondo della politica e per i rappresentanti delle istituzioni, come risulta del resto dalle numerose citazioni sui mezzi di informazione che periodicamente non mancano di sottolinearne il valore informativo e giornalistico.
Speciale giustizia e Osservatorio giustizia sono altre tradizionali rubriche della Radio dedicate alla cronaca giudiziaria e alla trasmissione integrale delle udienze dei più importanti processi, selezionati in base alla loro rilevanza sociale e politica; sono a volte trasmessi anche convegni delle associazioni dei magistrati e dell'avvocatura o comunque riguardanti il mondo della giustizia. Osservatorio giustizia è curata da Lorena D'Urso, figlia del magistrato Giovanni D'Urso, preso in ostaggio dalle Brigate Rosse nel 1980.
I notiziari dell'emittente vanno in onda ogni giorno alle 9:00, intorno alle 14 e alle 20:30 (gli orari sono spesso solo indicativi a causa dell'imprevedibilità dei tempi delle sedute parlamentari) e sono prevalentemente costruiti intorno alle interviste e alla lettura delle notizie di agenzia.
A mezzanotte la lettura delle prime pagine dei giornali del giorno dopo, altro appuntamento introdotto in Italia proprio da Radio Radicale, dà inizio alla programmazione notturna, durante la quale vengono solitamente trasmessi gli eventi che non hanno trovato spazio nel palinsesto diurno, oltre ad alcune registrazioni tratte dal vastissimo archivio della radio, selezionate sulla base dei temi di attualità.
Lo spazio destinato ai politici e in particolare ai parlamentari, grazie alla presenza di un corrispondente in ciascuna delle due Camere, è un altro elemento caratterizzante della programmazione di Radio Radicale: pur essendo un organo di partito e non dovendo dunque rispettare i vincoli dettati dalla par condicio, Radio Radicale mantiene comunque un certo equilibrio nella distribuzione degli spazi destinati ai diversi schieramenti. I politici spesso partecipano anche al "filodiretto", uno spazio di dialogo con gli ascoltatori, senza limiti di accesso e con il solo vincolo dei 40 secondi per ciascuna telefonata. Negli ultimi anni, essendosi intensificata molto la programmazione – per lo più con la nascita di nuove rubriche settimanali e appuntamenti fissi – lo spazio per i filidiretti è stato ridotto, sebbene la tendenza sia quella di ospitare almeno un politico ogni settimana. In questo senso non è solo la convenzione per le sedute del Parlamento a limitare la possibilità di manovra, ma proprio il fatto che ogni giorno Radio Radicale registra almeno il doppio se non il triplo di documenti rispetto alle 24 ore di trasmissione giornaliera.

## Impianti e copertura del territorio
Con i suoi 250 impianti di diffusione terrestre, Radio Radicale copre il 75% del territorio italiano, raggiungendo l'85% della popolazione del paese. Inoltre, la trasmissione attraverso la rete satellitare Eutelsat Hot Bird 13 est (frequenza 12.111 MHz, polarizzazione verticale, FEC 3/4, Symbol Rate 27500, SID 761, Pid Audio 72) ha permesso di espandere il bacino d'utenza in tutta Europa e in vaste aree dell'Africa e dell'Asia, ivi compresa l'intera regione mediorientale, giungendo così a un bacino potenziale di utenza di 98 milioni di abitazioni. Si può ricevere anche dal canale satellitare radio TvSat 1093.

## Struttura tecnica e organizzativa
Radio Radicale copre una nicchia di mercato all'interno della quale a oggi non esiste una vera e propria concorrenza con altri soggetti e negli ultimi anni, lo sviluppo tecnologico ha consentito di ampliare ulteriormente l'offerta attraverso sistemi digitali e a banda larga. Ogni anno vengono realizzate molte migliaia di ore di registrazioni audio e video, attraverso un sistema di collegamenti in entrata dalle sedi istituzionali e dalle sedi degli eventi: i segnali vengono ricevuti attraverso connessioni fisse o temporanee, via cavo, via ponte radio, via satellite o telematiche e, quando sono sfruttati i collegamenti telefonici analogici tradizionali, le registrazioni sono immediatamente convertite in digitale attraverso un sistema di encoding che produce dieci canali in contemporanea 24 ore su 24. Una volta raggiunta la sede, i diversi segnali vengono distribuiti per i diversi utilizzi attraverso una matrice attiva che consente la distribuzione di 128 segnali.
Il Centro di Produzione SpA è proprietario della sede in cui opera Radio Radicale, che comprende tre studi con ottime caratteristiche acustiche e di isolamento, di cui uno di 100 m³ e due di circa 50 m³. Due degli studi hanno una regia propria, mentre il terzo è collegato a due regie ed è prevalentemente adibito alla post-produzione: tutte le quattro regie possono comunque essere abilitate alla messa in onda.
Oltre agli studi principali, la radio è dotata di quattro punti di produzione ove è possibile effettuare riversamenti, piccoli montaggi e registrazione di interviste telefoniche; tutti gli apparati sono di tipo professionale. Le linee telefoniche utilizzate per conversazioni da mettere in onda sono terminate su ibridi digitali che ne migliorano molto la qualità e tutte le produzioni, a partire dal luglio 2006, vengono realizzate in digitale in formato MP3.
La struttura è organizzata attraverso la seguente suddivisione in settori:
- direzione giornalistica (1 direttore, 1 caporedattore e 2 vice)
- redazione giornalistica (15 giornalisti e 2 segretari di redazione)
- direzione amministrativa (1 direttore e 2 consulenti)
- amministrazione (1 responsabile, 1 vice, 2 impiegati)
- archivio (1 responsabile, 10 documentalisti, 1 tecnico)
- settore tecnico (10 tecnici)
- controllo rete (1 responsabile, 1 vice e 1 segretario)

Oltre al personale dipendente, i diversi settori si avvalgono della collaborazione di collaboratori e consulenti.

## Archivio
La costante opera di raccolta e conservazione dei documenti svolta da Radio Radicale nel corso di oltre trent'anni di attività ha permesso di dare vita a un archivio sonoro unico nel suo genere, che già nel dicembre 1993 fu dichiarato «di notevole interesse storico» dalla Soprintendenza Archivistica del Lazio e «per la sua originalità, la vastità degli argomenti ed interessi ( [...] ) fonte preziosa per la storia politica, culturale e sociale contemporanea».
Nello stesso anno l'archivio fu censito nel volume edito dal Ministero per i beni culturali e ambientali "Fonti orali: censimento degli istituti di conservazione", mentre l'anno successivo fu trattato durante il "Convegno sugli Archivi dei Partiti Politici", organizzato dall'Archivio Centrale di Stato.
In un articolo apparso nel 2000 sulla rivista scientifica de il Mulino “Rivisteweb:  Article Details”, l'archivio di Radio Radicale fu definito «una fonte di documentazione storica molto rilevante e ampia per l'intera storia politica contemporanea italiana ( [...] )»: secondo l'autrice Mavis Toffoletto, infatti «la caratteristica che rende particolarmente interessante questa raccolta, oltre alla specificità del contenuto (…) e alla grande quantità di materiale raccolto, è l'integralità della registrazione dell'avvenimento, di cui si conservano non solo degli spezzoni destinati alle trasmissioni, come spesso accade in altri archivi radiotelevisivi, ma l'evento nella sua completezza».
Numerose citazioni sono inoltre presenti nel volume "Gli archivi sonori. Fonoteche e Biblioteche musicali in Italia", a cura di Amedeo Benedetti (Genova, Erga 2002) e in "Archivio del Parlamento, delle Istituzioni, dei partiti e movimenti politici", edito da Rubbettino nel 2003, che costituisce un inventario ragionato della parte “politica” dell'archivio.
Mentre dell'archivio usufruiscono da sempre studiosi, saggisti, giornalisti, registi e autori cinematografici e televisivi, sta crescendo il numero di laureandi e dottorandi che ricorrono ai documenti di Radio Radicale per la redazione delle loro tesi e numerosi riconoscimenti sono stati espressi da studiosi e docenti di storia contemporanea e da altri “addetti ai lavori”.
Nel maggio 2007, durante il convegno “L'archivio multimediale di Radio Radicale: un patrimonio per la storia, l'informazione, la democrazia”L'archivio multimediale di Radio Radicale: un patrimonio per la storia, l'informazione, la democrazia (27.05.2008), organizzato dalla Radio in collaborazione con il Dottorato di Ricerca in Storia d'Europa e con la Scuola Speciale Archivisti e Bibliotecari dell'Università la Sapienza, numerosi storici e archivisti si sono trovati concordi nel riconoscere non solo il valore storico e sociale della produzione archivistica di Radio Radicale, ma anche la sua complementarità rispetto alle principali raccolte di documenti italiani, prima fra tutte quella RAI. Infatti, secondo la direttrice delle Teche Rai, Barbara Scaramucci: «l'archivio di Radio Radicale è assolutamente prezioso e completamente complementare con l'archivio della Rai [ed] è verissimo che una larga parte dei materiali che sono dentro l'archivio di Radio Radicale non sono nell'archivio di Radio Rai ed è proprio metodologicamente diverso il lavoro che dal 1976 ha fatto Radio Radicale rispetto a quello svolto dalla radiofonia della Rai».
Anche per Giovanni Paoloni, ordinario della Scuola Speciale Archivisti e Bibliotecari dell'Università la Sapienza di Roma: «l'archivio di Radio Radicale è particolarmente rilevante ( [...] ) perché colma una lacuna di documentazione che altrimenti sarebbe difficilmente coperta dal punto di vista della memoria collettiva», senza contare la «importante complementarità tra il materiale di Radio Radicale e alcuni archivi più tradizionali».
Secondo Luigi Frati, pro rettore dell'Università "La Sapienza" di Roma, Radio Radicale ha abbattuto «gli schermi che talvolta vengono frapposti tra l'opinione espressa e quella che poi ritroviamo ( [...] ) rendendo disponibile per tutti la verità di quello che viene detto o fatto», mentre per Erilde Terenzoni, segretaria alla Direzione generale degli Archivi di Stato «un aspetto particolare di questa fonte è proprio quello di coprire aree che non sarebbero altrimenti documentate e certo non con questa immediatezza e con questa incisività».
Altri hanno invece messo in luce la particolarità del servizio pubblico svolto da Radio Radicale, una società privata. Paola Carucci, consigliera del presidente della Repubblica per l'Archivio Storico ha infatti dichiarato che «rispetto al nostro concetto tradizionale di archivio, cioè di insieme di documenti prodotti da un ente nell'esercizio delle sue funzioni, Radio Radicale costituisce una mediazione di un soggetto terzo che registra e crea una fonte prodotta da altri. E stupisce che debba essere un soggetto terzo ad aver pensato, ad esempio, alle registrazioni sonore dei dibattiti parlamentari: perché non ci hanno pensato alla Camera e al Senato?». E anche per la professoressa Simona Colarizi, storica contemporaneista, «il Partito Radicale ha compiuto una scelta non solo in funzione di sé stesso come forza politica. Ha fatto un servizio pubblico, politico: ha conservato un patrimonio che è patrimonio della storia di tutti».
In effetti la scelta di Marco Pannella di conservare tutte le registrazioni, di schedarle e archiviarle senza alcuna ulteriore manipolazione sui nastri permette oggi ai cittadini di avere a disposizione oltre 430.000 documenti (cassette, nastri, mp3, mp4, Real audio/video), che racchiudono i più importanti avvenimenti della storia istituzionale, politica, sociale e culturale italiana: registrazioni integrali e non selezioni, per permettere a ciascuno di conoscere e rivivere l'evento nella sua integralità. Inoltre l'archivio della radio non rappresenta un fondo chiuso, bensì un bacino in continuo accrescimento che ogni giorno riceve decine e decine di nuovi documenti che vanno ad aggiungersi a quelli già esistenti.

### Storia dell'archivio
La sua origine e la sua storia sono strettamente legate a Radio Radicale che fin dall'inizio delle sue trasmissioni, nel 1976, conservò tutte le cassette e i nastri con le registrazioni delle programmi mandati in onda. L'Archivio tuttavia possiede anche alcune registrazioni anteriori al 1976 e precisamente 52 nastri e 216 cassette per gli anni 1967-1975, oltre ad alcuni nastri del 1941 (un'intervista radiofonica in inglese recuperata da Ernesto Rossi, in cui Gaetano Salvemini commenta l'ottenimento della cittadinanza americana), del 1960 (la registrazione di una conferenza tenuta da Ernesto Rossi a Firenze: «L'antifascismo in carcere e al confino») e del 1966 (Ernesto Rossi: «Salvemini maestro ed amico»).
L'Archivio vero e proprio, inteso come servizio dotato di un proprio personale specializzato, venne istituito circa tre anni dopo l'inizio dell'attività della Radio, così che dal 1979 si iniziò a ordinare le registrazioni accumulate dal primo minuto di messa in onda. Nel 1987 il lavoro di classificazione e di archiviazione del materiale fu trasformato con l'introduzione di sistemi informatizzati e a oggi la documentazione analogica è in avanzato corso di digitalizzazione. Dal 1992 al 2015 l'archivio è stato diretto da Gabriella Fanello Marcucci. Oggi il responsabile è Guido Mesiti.
Oltre al materiale prodotto durante gli anni, la Radio ha acquisito anche l'archivio video di Teleroma 56 che ha consentito di arricchire ulteriormente il patrimonio di documentazione conservato da Radio Radicale.

### Contenuti
La documentazione conservata nell'Archivio sonoro di Radio Radicale può essere utilmente suddivisa per settori: Archivio Istituzionale, Archivio Giudiziario, Archivio dei Partiti e Movimenti Politici, Archivio delle Associazioni, dei Sindacati e dei Movimenti e Archivio Culturale. Un totale di 430.718 registrazioni, 196.101 oratori e 662.404 media, tra i quali si trovano oltre 85.000 interviste, 21.000 udienze dei più importanti processi degli ultimi due decenni, 3.000 tra congressi di partiti, associazioni o sindacati, più di 26.000 tra dibattiti e presentazioni di libri, oltre 6.000 tra comizi e manifestazioni, 19.500 conferenze stampa e più di 13.000 convegni.

## Sito internet
Attivo dal 1998, il sito di Radio Radicale è stato il primo in Italia a trasmettere video di attualità sul web e oggi, con i suoi oltre 20 anni di esperienza, rappresenta il più grande portale di informazione audiovisiva, nonché l'adattamento all'epoca digitale di una linea editoriale consolidata negli anni dalla Radio e rappresentata dalla volontà di far conoscere i maggiori avvenimenti della vita del paese attraverso la documentazione integrale e senza filtro. Oggi, grazie a RadioRadicale.it gli eventi politici, sociali e istituzionali italiani d'attualità e del passato sono a disposizione dei cittadini, fruibili in qualsiasi momento.

### Storia del sito internet
Tra febbraio e marzo del 1998 i radicali organizzarono un convegno intitolato “Quali lotte e leggi subito per la rivoluzione tecnologica, per la rivoluzione liberale”"Quali lotte e leggi subito per la rivoluzione tecnologica per la rivoluzione liberale. Internet, televisione digitale e altro" sessione conclusiva del convegno, organizzata da Lista Pannella, Radio Radicale, Agorà Telematica, nei giorni dal 13 al 16 marz (14.03.1998), al quale parteciparono i maggiori imprenditori italiani della telematica e delle telecomunicazioni, diversi giuristi dell'informatica e altri esperti del settore.
In quell'occasione, di fronte alla constatazione del ritardo italiano nel settore, fu proposto alle istituzioni e al mondo imprenditoriale un programma di investimenti per la costruzione della nuova società dell'informazione a partire dall'applicazione delle nuove tecnologie ai processi democratici. In particolare, oltre all'introduzione del voto elettronico e dell'Albo pretorio telematico, all'alfabetizzazione informatica nelle scuole, alla liberalizzazione delle attività editoriali e commerciali telematiche, la proposta centrale che emerse dal convegno fu quella della “messa in rete delle istituzioni”. La mozione conclusiva dei lavori recitava infatti: “Occorre che: leggi e stanziamenti adeguati intervengano perché le nuove tecnologie informatiche e telematiche diventino elemento costitutivo del funzionamento delle istituzioni e dell'esercizio della democrazia, garantendo a tutti i cittadini l'effettivo accesso diretto alle informazioni sui processi formativi e decisionali dello Stato e la partecipazione alla vita politica – secondo gli istituti già previsti dalle leggi – attraverso tutti gli strumenti di comunicazione resi oggi disponibili; diventi prassi diffusa e consolidata quella delle trasmissioni telematiche – in diretta e in differita – di tutte le sedute pubbliche degli organi dello stato e degli enti territoriali, nonché l'archiviazione e la consultazione telematica dei documenti audiovisivi e l'accesso agli atti pubblici”.
In seguito, i contenuti e gli obiettivi del convegno costituirono la base della creazione del sito internet di Radio Radicale e sotto la guida di Rino Spampanato, l'emittente realizzò il primo sistema di webcast italiano, rendendo accessibili a tutti gli utenti le sedute del Parlamento italiano trasmesse e archiviate in audiovideo.
Il sito internet di Radio Radicale inaugurò inoltre la possibilità di seguire le sedute del Parlamento europeo, della Corte dei conti, del Consiglio Superiore della Magistratura e di altre istituzioni. La filosofia editoriale dell'emittente radicale si riflette dunque oggi sul web attraverso la messa a disposizione delle registrazioni integrali dei più diversi eventi politici, dei congressi e delle manifestazioni pubbliche di tutti i partiti e delle maggiori associazioni, nonché dei processi giudiziari.

### Infrastruttura tecnologica e informatica

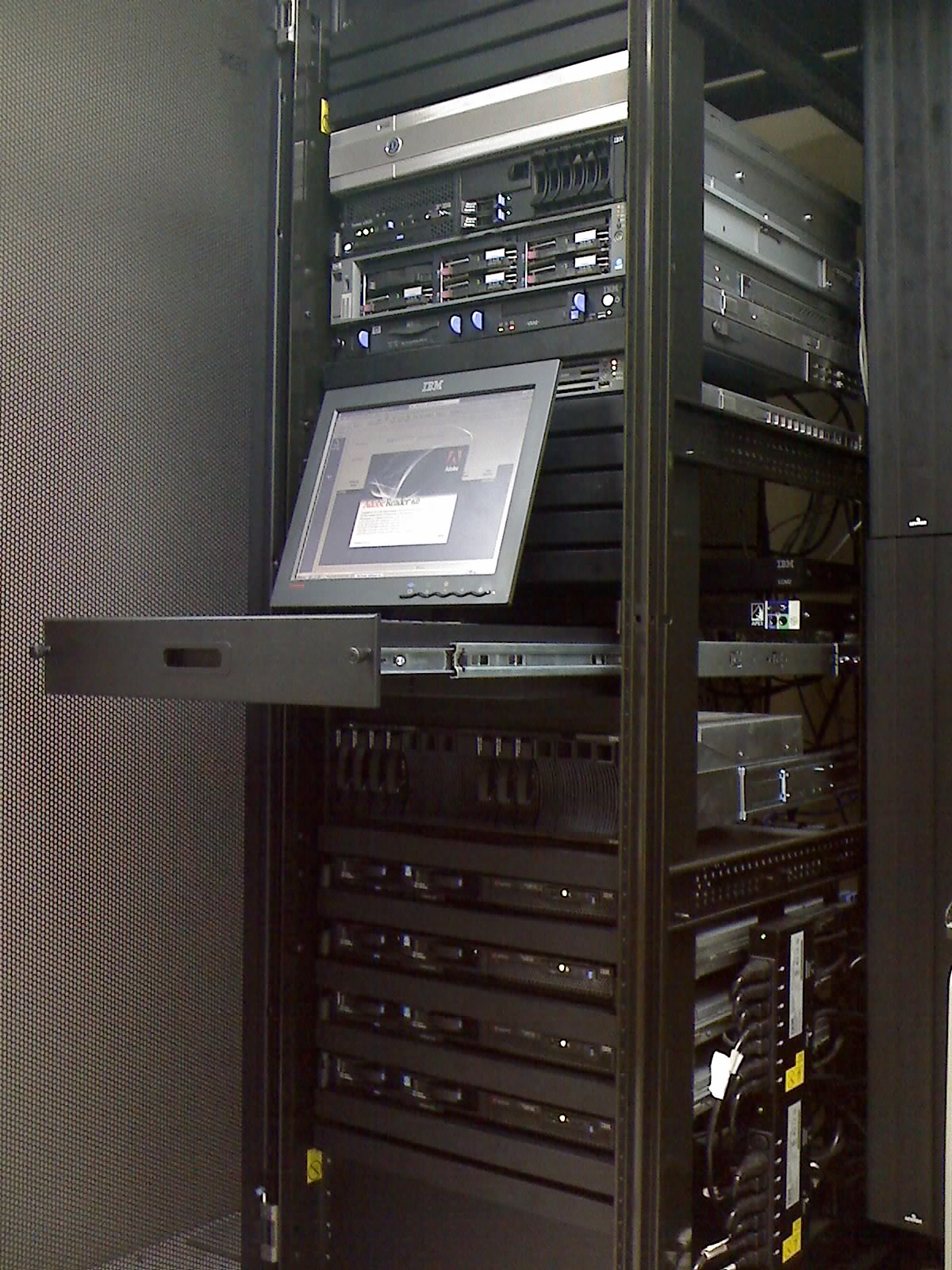
Esempio di server in uso per l'erogazione degli streaming audio/video

Il sito internet di Radio Radicale è realizzato prevalentemente utilizzando software libero: Linux, PHP, Apache HTTP Server, Apache Solr, MariaDB, Varnish, Nginx e Icecast. Per la gestione del sito è utilizzato il sistema di gestione dei contenuti modulare (CMS) open source Drupal, distribuito sotto licenza GNU GPL (GNU General Public License).
Tutte le unità hardware che compongono il sistema di archiviazione e di distribuzione dei contenuti sono allocate a Roma in due distinte server farm presso la sede di Centro di Produzione Spa, società editrice di Radio Radicale.

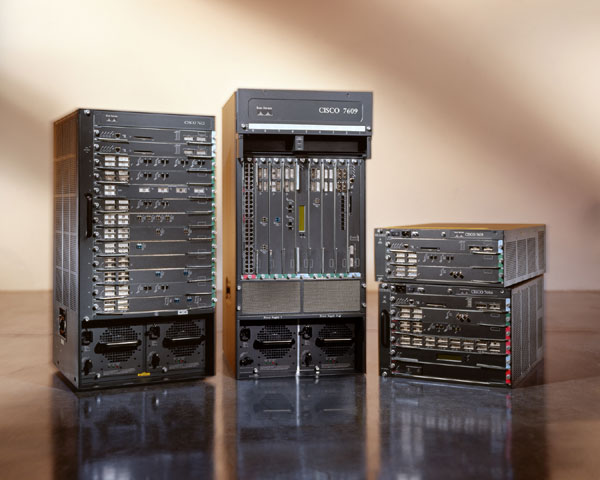
Esempio di router Cisco in uso per l'erogazione dei servizi di rete

La prima server farm è dedicata a ospitare i rack degli storage SAN (Storage Area Network) con i files MP3/MP4 e i sistemi di distribuzione online degli streaming audio (Icecast) e video (Wowza) allestiti su server Dell con sistema operativo Linux Slackware. L'attuale SAN si compone di storage EMC, Dell e Qnap con dischi in RAID5 interconnessi in tecnologia iSCSI per complessivi 170 TB di volume.
La seconda server farm si occupa prevalentemente dell'interconnessione dei dispositivi di rete e dell'erogazione dei servizi internet attraverso firewall, switch e router Cisco.
Entrambe le sale server sono allestite con UPS (gruppi di continuità), gruppo elettrogeno e con impianti di condizionamento per garantire la gestione della continuità operativa a temperatura ambientale e umidità costante.
Tutte le componenti dell'infrastruttura sono opportunamente ridondate al fine di garantire ottimali livelli di tolleranza ai guasti eliminando i principali single point of failure.
La connessione con la rete internet avviene attraverso due flussi in fibra ottica da 1.000 Mbit/s ciascuno provenienti da due distinti ISP con i quali Centro di Produzione Spa intrattiene rapporti di Autonomous System, essendo direttamente assegnatario dal RIPE NCC alla classe di indirizzi IP 31.31.40.0/21 che annuncia autonomamente in BGP (Border Gateway Protocol) come AS57329 in qualità di LIR (Local Internet Registry).
Per lo svolgimento delle attività di gestione e monitoraggio dell'infrastruttura informatica Centro di Produzione Spa impiega strumenti software come Nagios e Netflow in grado di segnalare tempestivamente ogni possibile anomalia logica o funzionale dei servizi erogati.
Il sistema di gestione della qualità applicato da Centro di Produzione Spa per l'erogazione di servizi di trasmissione in streaming su rete internet di eventi multimediali, relativa archiviazione e pubblicazione è verificato, approvato e quindi certificato in base alla normativa UNI EN ISO 9001:2008
Dall'agosto 2015 il sito internet di Radio Radicale è disponibile anche in versione sicura con protocollo SSL/TLS all'indirizzo https://www.RadioRadicale.it/.
Nel dicembre 2015 è iniziata la sperimentazione per la transizione IPv4/IPv6 al nuovo protocollo di rete IPv6 attraverso la classe di indirizzi 2a06:d440::/29 assegnati dal RIPE NCC a Centro di Produzione Spa. Attraverso questa sperimentazione dal febbraio 2016 è disponibile il sito web in modalità dual-stack IPv4+IPv6 per tutti gli utenti abilitati all'utilizzo di questa nuova tecnologia. Lo streaming della diretta, invece, resta disponibile solo tramite connettività IPv4.
È stato inoltre implementato il nuovo protocollo HTTP/2 per rendere l'utilizzo del sito di Radio Radicale ancora più veloce, sicuro ed efficiente.
Radio Radicale si avvale inoltre da marzo 2016 della infrastruttura di distribuzione dei contenuti (CDN) di Google attraverso la tecnologia di Project Shield, una iniziativa di Google Ideas (Jigsaw) tesa a mitigare possibili attacchi informatici di tipo DDoS.

### La licenza Creative Commons
Tutti i file pubblicati sul sito di Radio Radicale sono disponibili con licenza Creative Commons Attribuzione 2.5, che permette la libera e gratuita riproduzione, distribuzione e modifica del materiale, col solo obbligo dell'attribuzione della paternità dei file e della citazione della licenza stessa.
Il progetto Creative Commons individua una gestione alternativa dei diritti d'autore basata su un sistema di licenze attraverso le quali il detentore originario dei diritti sull'opera indica ai fruitori che questa può essere utilizzata, diffusa e modificata liberamente, nel solo rispetto di alcune condizioni essenziali. Alla base di questo strumento sta il rifiuto delle restrizioni tradizionalmente imposte allo sviluppo e alla diffusione della conoscenza dalle leggi del diritto d'autore. Le licenze Creative Commons rappresentano per Radio Radicale uno strumento importante per ampliare le possibilità di realizzazione del suo obiettivo storico: quello di consentire l'effettiva realizzazione del principio di pubblicità dei momenti decisionali democratici, di promuovere l'accesso del maggior numero di persone alla conoscenze diretta degli eventi politici e di contribuire alla libera circolazione delle idee.
Le licenze Creative Commons consentono anche di realizzare l'obiettivo centrale di una comunicazione non unidirezionale e di una ricezione non passiva: le potenzialità creative del mondo digitale e il carattere collaborativo e aperto della rete, necessitano infatti di una regolamentazione del diritto d'autore che non freni l'innovazione e la creatività, pur garantendo agli autori alcuni diritti.

### Videoparlamento
Il servizio “Videoparlamento” pubblica su internet e rende disponibili a tutti i cittadini i documenti audiovideo integrali di tutte le sedute della Camera dei deputati e del Senato della Repubblica fin dal novembre del 1998.
Le sedute, dopo la diretta, vengono presentate in schede che rispettano la scansione delle varie fasi dei lavori parlamentari e consentono di accedere direttamente, con un semplice “clic”, all'intervento o alla fase della seduta che si desidera ascoltare e vedere. Dal settembre del 2001 l'aggiornamento avviene ora per ora, in tempo reale. Il motore di ricerca consente inoltre, in modo semplice e intuitivo, di effettuare ricerche organizzate nell'ambito di tutte le sedute disponibili. L'avvio della sperimentazione di questi servizi multimediali è previsto della legge n. 350/2003 (Finanziaria 2004).

### Fai Notizia
Nel 2006 la redazione di RadioRadicale.it ha creato FaiNotizia.it, il primo sito di giornalismo partecipativo italiano: un esperimento insieme sociale e giornalistico e un tentativo di utilizzare il carattere libero e collaborativo dei nuovi media per dar vita a un nuovo modello di informazione.
"Fai notizia" è un luogo dove gli utenti collaborano nella ricerca e nella redazione di notizie, giacché registrandosi sul sito ciascuno ha la facoltà di inserire i propri contributi testuali, video, foto, segnalare notizie interessanti trovate su altri siti o blog, commentare e votare le segnalazioni degli altri membri della community e dare origine a inchieste collaborative. In un paio di anni Fai notizia ha coinvolto più di 8.000 persone, che hanno inserito nel sito oltre 14.000 interventi, 18.000 segnalazioni, 27.000 commenti, 250 video e 90 inchieste.
La “missione” di un simile progetto è quella di tornare a mettere al centro dell'informazione il cittadino e il suo diritto a conoscere per deliberare, nella convinzione che nei nuovi media risieda un potenziale (ancora tutto da esplorare) tale da scardinare gli assetti attuali del sistema dell'informazione e da creare un luogo nuovo, una moderna agorà nella quale il cittadino è chiamato a dare un contributo attivo. Ogni persona rappresenta infatti una fonte unica e insostituibile di conoscenza e FaiNotizia.it costituisce lo spazio telematico per la condivisione e l'arricchimento di questo patrimonio di notizie, opinioni ed esperienze, che anche in questo caso è libero, grazie all'adozione delle licenze Creative Commons.
FaiNotizia.it ha ricevuto una discreta attenzione su internet ed è ritenuta uno degli esperimenti più innovativi per l'uso del web in relazione al giornalismo. L'articolo di copertina del Magazine del Corriere della Sera dedicato al lancio dell'emittente Current TV di Al Gore, menzionava FaiNotizia.it tra i pochissimi progetti italiani di “citizen journalism”.
A sei anni dalla sua nascita, nel 2012 Fai notizia si è rinnovato completamente, trasformandosi da sito di giornalismo partecipativo, a un format di inchieste distribuite di Radio Radicale. Attraverso Fai notizia, Radio Radicale offre la possibilità in cambio di un compenso economico a giornalisti freelance, ricercatori, attivisti, cittadini esperti o testimoni di eventi rilevanti, di collaborare alla realizzazione di inchieste sui grandi temi di interesse pubblico.

## Finanziamento di Radio Radicale
Radio Radicale riceve ogni anno un finanziamento pubblico di 8,33 milioni di euro per la convenzione con lo Stato per la trasmissione delle sedute del Parlamento, e 4 milioni 431 000 euro dai fondi per l'editoria in quanto organo della Lista Marco Pannella.
Nell'agosto 2008 Radio Radicale è stata l'unica emittente esclusa dal ridimensionamento dei fondi pubblici per l'editoria in quanto impresa radiofonica privata che ha svolto attività di interesse generale ai sensi della legge 7 agosto 1990, n. 230.
La legge che riconosce le “imprese radiofoniche private che abbiano svolto attività di informazione di interesse generale” venne approvata nel 1990 per riconoscere le emittenti radiofoniche che avessero nei tre anni precedenti «trasmesso quotidianamente propri programmi informativi su avvenimenti politici, religiosi, economici, sociali, sindacali o letterari per non meno di nove ore comprese tra le ore sette e le ore venti» e avessero «esteso il numero di impianti al 50 per cento delle province e all'85 per cento delle regioni». Nello stesso anno - proprio a partire dall'esperienza di RR - è approvata la cosiddetta "Legge Mammì", che attribuisce alla RAI il compito di trasmettere le sedute parlamentari.
Radio Radicale è l'unico soggetto tra quelli che ottengono i finanziamenti pubblici ad avere una rete nazionale e spende oltre 3,7 milioni di euro l'anno solo per la gestione tecnica della rete, ed è anche l'unica a destinare la quasi totalità del palinsesto per mandare in onda programmi di servizio pubblico.
Nel 2007 Radio Radicale ha sostenuto costi per 2,986 milioni di euro per la produzione di programmi audio-video relativi a eventi politici di tutti i partiti, delle associazioni, delle diverse istituzioni. Queste produzioni sono state per quanto possibile trasmesse per radio, e comunque tutte archiviate e pubblicate in internet in forma integrale.
Nella gran parte dei casi, la registrazione di Radio Radicale continua a essere l'unica effettuata. Quando quindi si parla dell'archivio di Radio Radicale, ormai riconosciuto da tutti un patrimonio unico, non bisogna mai dimenticare che, la mancata continuità nell'attività di produzione attuale, avrebbe come conseguenza la perdita irrecuperabile della documentazione puntuale di moltissimi degli eventi in questione.
Alcuni esponenti politici e no, come il senatore Alessio Butti del Pdl considerano la convenzione dello Stato con Radio Radicale per la trasmissione delle sedute del parlamento come uno spreco di denaro a causa dell'analogo servizio già assicurato dalla Rai con la rete GR Parlamento.
Tuttavia, quando il governo Prodi nel 1997 aveva rifiutato di rinnovare la convenzione con Radio Radicale per la trasmissione delle sedute parlamentari e la Rai si accingeva a creare la propria rete radiofonica con 7 anni di ritardo dalla legge che la istituiva, personalità del calibro di Norberto Bobbio, Carlo Bo, insieme con tutti i senatori a vita, otto presidenti emeriti della Corte costituzionale, chiesero al governo di considerare decaduta la disposizione della legge Mammì che imponeva la realizzazione della rete radiofonica Rai per il Parlamento, di prorogare per altri 3 anni la convenzione con Radio Radicale, e di affidare la convenzione in occasione del rinnovo successivo con una gara.
Un accurato dossier realizzato dai radicali con le dichiarazioni rilasciate in sedi istituzionali dagli stessi vertici Rai, dimostrava come i costi necessari per la realizzazione di Gr Parlamento fossero notevolmente maggiori di quelli necessari per la convenzione con Radio Radicale.
Dopo un serrato confronto politico, accompagnato da manifestazioni e forti iniziative non violente condotte dai radicali, viene approvata la legge 11 luglio 1998, n. 224 "Trasmissione radiofonica dei lavori parlamentari e agevolazioni per l'editoria". Mentre la legge confermava “lo strumento della convenzione da stipulare a seguito di gara” e nelle more rinnovava la convenzione con Radio Radicale per un ulteriore triennio, veniva mantenuto l'obbligo per la Rai di trasmettere le sedute parlamentari tramite Gr Parlamento, impedendole però di ampliare la rete radiofonica fino all'entrata in vigore della legge di riforma generale del sistema delle comunicazioni.
Nel 2001, 2004 e 2006 la convenzione con Radio Radicale è stata rinnovata ogni volta all'interno delle disposizioni della legge finanziaria. La convenzione prevede l'impegno da parte della concessionaria a trasmettere, nell'orario tra le ore 8.00 e le ore 21.00, almeno il 60% del numero annuo complessivo di ore dedicate dalle Camere alle sedute d'aula. Tali trasmissioni non possono essere interrotte, precedute e seguite, per un tempo di trenta minuti dal loro inizio e dalla loro fine, da annunci pubblicitari o politici.
Il Parlamento risulta inadempiente rispetto alla legge approvata nel 1998, e non è più stato rispettato il principio, introdotto grazie all'azione radicale, dell'assegnazione del servizio pubblico in ambito radiotelevisivo attraverso una gara. La stessa Autorità Garante della Concorrenza e del Mercato è intervenuta in questo dibattito con la segnalazione a Governo e Parlamento del 9 marzo 1998 riguardo al disegno di legge su Radio Parlamento:
«Nel corso della sua attività istituzionale, l'Autorità ha più volte sottolineato come un servizio pubblico o una parte di esso possano essere efficacemente svolti da soggetti diversi dal concessionario pubblico, garantendo comunque il pieno raggiungimento degli obiettivi di interesse generale. In particolare, è stato più volte evidenziato come da un lato l'universalità del servizio non implichi l'esclusiva a favore del soggetto pubblico, e dall'altro come la procedura della gara sia la più adatta a riprodurre i positivi effetti della concorrenza laddove, per vari motivi, non sia possibile prevedere l'accesso di più di un solo operatore.
L'Autorità perciò rileva con soddisfazione come tale principio sia stato recepito nel disegno di legge AS 3053 per la porzione di servizio pubblico radiofonico costituita dalla trasmissione dei lavori parlamentari.
Il disegno di legge sospende inoltre, fino al 31 dicembre 1998, l'efficacia dell'art. 14 del contratto di servizio tra la Rai e il Ministero delle comunicazioni, che prevede l'avvio della rete parlamentare da parte della stessa Rai. L'Autorità ritiene che debba essere non sospeso ma abrogato quest'obbligo della Rai, perché nel caso la Rai risultasse vincitrice della gara, sarà la successiva convenzione con lo Stato a disporre i relativi obblighi, e nel caso di vittoria da parte di un'altra emittente si avrebbe un'inutile duplicazione del servizio finanziata dal canone di abbonamento».

### Il rinnovo della convenzione dal 2010 al 2013
Per gli anni 2010 e 2011 la proroga della convenzione con il Ministero dello sviluppo economico ha previsto l'assegnazione di 9,9 milioni di euro al Centro di produzione S.p.a, per mezzo dell'art. 2, comma 3 del decreto-legge 30/12/2009, n. 194, convertito, con modificazioni, dalla legge 26/02/2010, n. 25. Per l'anno 2012 l'art. 33, comma 38 della legge 12 novembre 2011, n. 183 (legge di stabilità 2012) e l'art. 28, comma 1 del decreto-legge 29 dicembre 2011, n. 216, convertito, con modificazioni dalla legge 24 febbraio 2012, n. 14 hanno autorizzato complessivamente una spesa di 10 milioni di euro; infine l'art. 33-sexies del decreto-legge 18 ottobre 2012, n. 179, convertito con modificazioni dalla legge 17 dicembre 2012, n. 221 ha autorizzato lo stesso importo di spesa per l'anno 2013.

### Finanziamenti pubblici
Nel corso della sua storia Radio Radicale ha beneficiato dei finanziamenti pubblici riservati all'editoria di partito (per un totale di 110 milioni di euro), oltre alla convenzione con lo Stato per la trasmissione delle sedute parlamentari (per un totale di 195 milioni di euro). Nel corso dei 29 anni dal 1990 al 2019 pertanto l'emittente radiofonica ha incassato circa 300 milioni di euro in finanziamenti pubblici, all'incirca 10 milioni ogni anno.

## Radio Radicale su YouTube
Nel 2006 Radio Radicale ha aperto un canale su YouTube con lo scopo di portare alla luce una piccola parte dell'archivio del suo archivio storico. Dal 2012 inoltre Radio Radicale è divenuta partner di YouTube e trasmette in diretta lo streaming di RadioRadicale TV nonché tutte le sedute parlamentari della Camera dei deputati e del Senato della Repubblica.

## Programmazione
Radio Radicale durante le pause tra un programma e l'altro trasmette dal 1983 brani di messe da requiem, come segno di lutto, e di protesta, di fronte alle quotidiane morti per fame.
Dall'inizio delle trasmissioni lo slogan della radio è “Radio Radicale. Dentro, ma fuori dal Palazzo”. Più recentemente è stato adottato un altro motto, di Luigi Einaudi, ossia Conoscere per deliberare.
Le principali trasmissioni:
- Stampa e Regime. La rassegna della stampa quotidiana, condotto dal lunedì al venerdì da un giornalista, che cambia ogni settimana (in passato, sempre dal lunedì al venerdì, la rassegna stampa aveva un conduttore fisso, ossia Massimo Bordin, che è deceduto nel 2019), il sabato da Marco Taradash e solitamente Marco Cappato la domenica.
- Radio Carcere. Programma di informazione su Giustizia penale e detenzione a cura di Riccardo Arena e di Rita Bernardini. In onda ogni martedì alle ore 21. sito: www.radiocarcere.com
- L'archivio di Radio Radicale. Ogni notte dalla mezzanotte e mezzo a cura di Aurelio Aversa. L'attualità politica letta attraverso materiali audio tratti dall'archivio di Radio Radicale.
- Supplemento economico di Stampa e Regime. La rassegna della stampa finanziaria quotidiana.
- Filodiretto del lunedì. Appuntamento della settimana per un filodiretto senza filtri con un leader politico. La rubrica è stata chiusa.
- Blogroll (A cura di Federico Punzi e Roberta Jannuzzi). Rassegna dei blog che analizzano e commentano i fatti della settimana. La rubrica è stata chiusa.
- Controluce, la rubrica di Luigi De Marchi. La rubrica è stata chiusa.
- Notiziario antiproibizionista, rubrica dedicata alle politiche sulle droghe e le dipendenze.
- Speciale Giustizia. Il programma è dedicato al mondo della giustizia. Il lunedì è dedicato all'attività del Consiglio Superiore della Magistratura e agli eventi delle associazioni dei magistrati.
- Speciale Commissioni. Programma di approfondimento sull'attività delle commissioni parlamentari. A cura di Federico Punzi e Roberta Jannuzzi in onda ogni sabato alle ore 13 circa.
- Catallassi. L'approfondimento settimanale sul mondo dell'economia. La rubrica è stata chiusa.
- Media dossier. Programma dedicato alla situazione dei media in Italia.
- Rond Point Schumann. Trasmissione realizzata con il contributo della commissione europea a cura di David Carretta. La rubrica è stata chiusa.
- Il Maratoneta (A cura dell'Associazione Luca Coscioni). Programma per l'informazione sulla ricerca scientifica.
- Passaggio a sudest di Roberto Spagnoli. Programma settimanale dedicato alla situazione politica dell'Europa sud orientale, con gli inviati Artur Nura e Marina Sikora.
- Visto dall'America. Programma settimanale dedicato alla politica internazionale vista dagli Stati Uniti a cura di Lorenzo Rendi.
- Sudamericana. La rassegna settimanale della stampa dell'America Latina di Donatella Poretti. La rubrica è stata chiusa.
- La rassegna stampa estera. La rassegna settimanale della stampa estera.
- La rassegna delle prime pagine dei quotidiani internazionali. La rassegna quotidiana della stampa estera di David Carretta.
- Notiziario del mattino. Le notizie del giorno e le interviste di Radio Radicale. A cura della redazione.
- La nota di politica interna di Iuri Maria Prado. La rubrica è stata chiusa.
- Il lessico dell'economia.
- Generazione elle. Programma di Radio Radicale realizzata in collaborazione con il webmagazine "Generazione Elle". In onda il venerdì ogni quindici giorni. La rubrica è stata chiusa.
- Staminali e dintorni.
- Buddhismo in occidente.
- Speciale Global. Programma settimanale dedicato alla geopolitica a cura di Claudio Landi.
- Media e dintorni. Programma dedicato agli avvenimenti che avvengono nel mondo dei media.
- Filodiretto del lunedì notte. Spazio dedicato agli ascoltatori sulle iniziative e sulle tematiche di Radicali Italiani. Curato da Andrea de Angelis e Michele De Lucia. La rubrica è stata chiusa.
- Notiziario Aids.
- Overshoot. Rubrica di approfondimento sui temi dell'ambiente, del territorio, dell'energia a cura di Enrico Salvatori.

Storica trasmissione dell'emittente è stata la Conversazione settimanale con Marco Pannella, in onda dal 2001 al gennaio 2016. L'ex-direttore di Radio Radicale, Massimo Bordin, alternandosi con Valter Vecellio, intervistava Marco Pannella sui temi dell'attualità politica e le iniziative radicali. La trasmissione andava in onda ogni domenica dalle 17.00 alle 19.00, con replica lo stesso giorno dalle 22.00 alle 24.00, e il lunedì alle 00:30 e alle 11.00).
Nel 2017/2018, durante la campagna del Partito Radicale per le 3000 iscrizioni, Maurizio Turco che è presidente della Lista Marco Pannella, alternandosi con gli altri membri della presidenza, tiene delle trasmissioni speciali chiamate "Quota 3001". Dal gennaio 2019 le conversazioni con Maurizio Turco entrano stabilmente nel palinsesto di Radio Radicale tutte le domeniche dalle 17.00 alle 19.00, il conduttore è Enrico Salvatori.

## Redazione e organigramma
L'attuale direttore di Radio Radicale è Giovanna Reanda.
La redazione è composta da:
- Ada Pagliarulo, caporedattore centrale, esperta in politica estera, segue le vicende della Russia.
- Emilio Targia, caporedattore, cura alcune rubriche per la Radio (vedi alle rubriche).
- Aurelio Aversa, che si occupa della programmazione dell'archivio storico della radio (In pensione);
- Lorena D'Urso, caposervizio, inviata al Consiglio superiore della magistratura;
- Roberto Spagnoli vicecaporedattore, segue le vicende politiche dell'Europa sud orientale e cura il Notiziario Antiproibizionista;
- Francesco De Leo, conduttore di "Oltreradio", trasmissione di politica estera;
- Andrea Billau, giornalista esperto di Medio Oriente e di tematiche sociali;
- Lorenzo Rendi, specializzato in politica internazionale;
- Claudio Landi, caposervizio, corrispondente dal Senato della Repubblica;
- David Carretta, caposervizio, corrispondente dal Parlamento europeo;
- Mariano Giustino, corrispondente di Radio Radicale dalla Turchia, si occupa di Medio Oriente e Caucaso, cura la rubrica settimanale sulla Rassegna stampa turca
- Claudio Mori, curatore della messa in rete delle sedute del CSM (in pensione);
- Enrico Rufi, caposervizio, curatore di una rubrica sull'attualità culturale francese e della rassegna stampa della mezzanotte (In pensione);
- Lanfranco Palazzolo, vicecaporedattore, caposervizio corrispondente dalla Camera e dal Senato;
- Andrea de Angelis, vicecaporedattore, curatore dei filidiretti ed esperto di antiproibizionismo, Internet e nuove tecnologie, e America Latina.
- Cristiana Pugliese
- Sonia Martina
- Sergio Scandura, caposervizio e inviato, corrispondente dalla Sicilia; cura lo speciale giustizia e segue gli eventi nel resto d'Italia di politica e giudiziaria.
- Enrico Salvatori, curatore della rubrica "Overshoot" sui temi dell'ambiente e dell'energia, della conversazione settimanale con il segretario del Partito Radicale Maurizio Turco e delle rassegne stampa notturne.

L'emittente si è avvalsa inoltre della collaborazione del Prof. Luigi De Marchi, noto psicologo, psicoterapeuta e studioso reichiano. La collaborazione del docente alla Radio si è conclusa nel 2007.
Nel corso degli anni hanno tenuto rubriche a cadenza regolare anche Fiorella Kostoris, Maria Giovanna Maglie, Cinzia Caporale e Iuri Maria Prado.